# Hesron Jeroe
Hesron Jeroe (Brokopondo, 30 november 1987) is een Surinaams voetballer en coach. Hij speelt als verdediger en is in 2023 bondscoach voor het vrouwenelftal.

## Carrière
Jeroe begon zijn carrière in 2007 bij Inter Moengotapoe en speelde er elf seizoenen. In deze elf seizoenen werd hij acht keer landskampioen en won twee bekers. Hij speelde daarna nog een seizoen bij PVV.
Hij speelde in 2008 elf interlands voor Suriname.
In 2023 is hij bondscoach voor het Surinaamse vrouwenvoetbalelftal.

## Erelijst
- Surinaams landskampioen: 2007/08, 2009/10, 2010/11, 2012/13, 2013/14, 2014/15, 2015/16, 2016/17
- Surinaamse voetbalbeker: 2011/12, 2016/17